# Werneuchen
Werneuchen is een plaats in de Duitse deelstaat Brandenburg, gelegen in het Landkreis Barnim. De stad telt 9.226 inwoners. Naburige steden zijn onder andere Bernau bei Berlin, Biesenthal en Eberswalde.

## Indeling gemeente
De volgende Ortsteile maken deel uit van de gemeente:
- Hirschfelde, sinds 26 oktober 2003
- Krummensee, sinds 26 oktober 2003
- Schönfeld, sinds 26 oktober 2003
- Seefeld-Löhme, sinds 26 oktober 2003
- Tiefensee, sinds 26 oktober 2003
- Weesow, sinds 31 december 2001
- Willmersdorf, sinds 26 oktober 2003